# Боркі-Вельбарські
Боркі-Вельбарські (пол. Borki Wielbarskie, нім. Borken bei Willenberg) — село в Польщі, у гміні Вельбарк Щиценського повіту Вармінсько-Мазурського воєводства.
Населення — 66 осіб (2011).

## Демографія
Демографічна структура станом на 31 березня 2011 року:
|          | Загалом | Допрацездатний вік | Працездатний вік | Постпрацездатний вік |
| -------- | ------- | ------------------ | ---------------- | -------------------- |
| Чоловіки | 32      | 10                 | 21               | 1                    |
| Жінки    | 34      | 9                  | 20               | 5                    |
| Разом    | 66      | 19                 | 41               | 6                    |